# Anapatris chersopsamma
Anapatris chersopsamma är en fjärilsart som beskrevs av Edward Meyrick 1932. Anapatris chersopsamma ingår i släktet Anapatris och familjen plattmalar. Inga underarter finns listade i Catalogue of Life.